# Шахт-Аудорф
Шахт-Аудорф (нем. Schacht-Audorf) — община в Германии, в земле Шлезвиг-Гольштейн. 
Входит в состав района Рендсбург-Экернфёрде. Подчиняется управлению Айдерканаль.  Население составляет 4453 человека (на 31 декабря 2010 года). Занимает площадь 6,52 км².